# 夏疾風
『夏疾風』（なつはやて）は、日本の男性アイドルグループ・嵐の通算55枚目となるシングル。2018年7月25日にジェイ・ストームから発売された。

## 概要
- 前作「Find The Answer」から約5か月ぶりのシングルとなる。

- 初回限定盤、高校野球盤（初回限定）、通常盤の3種類で発売となり、それぞれ収録曲・ジャケット写真ともに異なる。

- 表題曲は、朝日放送(ABC)が、2018年に全国高等学校野球選手権大会が100回目を迎えることを記念し、“ABC夏の高校野球応援ソング”として制作されたものである[注 1]。このため、朝日放送テレビ(ABCテレビ)・朝日放送ラジオ(ABCラジオ)での試合中継の他、朝日放送テレビ製作・テレビ朝日系で放送される高校野球ダイジェスト番組『熱闘甲子園』のテーマソングとしても使用された[5]。作詞・作曲は、ゆずの北川悠仁が担当している。

- 嵐のシングル表題曲で、漢字のみなのは、2001年に発売された「時代」以来、17年ぶり2作目である。

- 初回限定盤には、表題曲のビデオ・クリップ+メイキングとカップリング曲「After the rain」に加え、オリジナル・カラオケ1曲を収録。

- 高校野球盤には、表題曲の「高校生コラボ ver.」を収録したビデオ・クリップと、ブラスバンドアレンジバージョンとして「夏疾風(熱闘ブラバン ver.)*Instrumental」を収録。

- 通常盤には、カップリング曲「Midsummer Night's Lover」「Sparkle」とオリジナル・カラオケ3曲を収録。

## その他
- 同大会の開催期間中、同曲をアレンジしたものが阪神電鉄甲子園駅の列車接近メロディーとして使用された[6]。

- 2018年12月5日放送の『2018 FNS歌謡祭』ではゆずとのコラボレーションで本曲を披露した。また、ゆずによるセルフカバーも2019年のゆずの弾き語りドームツアーで披露され、2020年3月4日発売のゆずのアルバム『YUZUTOWN』にバンドアレンジで収録された[注 2]。さらに2022年のゆずのアルバム『PEOPLE』にも歌詞を春仕様に変更した「春疾風」が収録されている。

## 封入特典

### 初回限定盤
1. 4P歌詞カード・14面折リーフレット

## チャート成績
初週470,647枚を売り上げ、2018年8月6日付のオリコン週間シングルチャートで初登場首位を獲得。『PIKA★★NCHI DOUBLE』から44作連続、通算51作目の初登場首位となった。

## 収録曲

### CD

#### 通常盤
1. 夏疾風
作詞・作曲：北川悠仁
編曲：K Project
  - 2018 ABC「夏の高校野球」応援ソング
  - テレビ朝日系「熱闘甲子園」テーマソング
2. Midsummer Night's Lover
作詞：ASIL
作曲：Erik Lidbom、Mr.Mustard
編曲：Erik Lidbom
3. Sparkle
作詞：IROCO-STAR
作曲：Josef Melin, Christofer Erixon
編曲：Josef Melin
4. 夏疾風（オリジナル・カラオケ）
5. Midsummer Night's Lover（オリジナル・カラオケ）
6. Sparkle（オリジナル・カラオケ）

#### 初回限定盤
1. 夏疾風
2. After the rain
作詞・作曲：Nai-T
編曲：Nai-T, metropolitan digital clique
3. After the rain（オリジナル・カラオケ）

#### 高校野球盤（初回限定）
1. 夏疾風
2. 夏疾風（熱闘ブラバン ver.）*Instrumental
編曲：菊谷知樹
  - 表題曲のブラスバンドアレンジバージョン

### DVD

#### 初回限定盤
1. 「夏疾風」ビデオ・クリップ+メイキング

#### 高校野球盤（初回限定）
1. 「夏疾風（高校生コラボ ver.）」ビデオ・クリップ

## 収録アルバム
- 5×20 All the BEST!! 1999-2019（#1）
- ウラ嵐BEST 2016-2020（初回限定盤#2, 通常盤#2, 3）

## 映像作品
夏疾風
- ARASHI Anniversary Tour 5×20